# Лубина, Ладислав
Ладислав Лубина (чеш. Ladislav Lubina; 11 февраля 1967, Двур-Кралове-над-Лабем или Градец-Кралове, Восточночешский край — 14 сентября 2021) — чехословацкий и чешский хоккеист, нападающий. Бронзовый призёр Олимпийских игр 1992 года. В последнее время занимал должность главного тренера клуба чешской первой лиги «Простеёв».

## Биография

### Игровая карьера
Ладислав Лубина начал свою хоккейную карьеру в клубе «Тесла Пардубице». В составе «Теслы» он стал чемпионом Чехословакии 1989 года. В Чехии он играл также за «Дуклу Йиглава» и «Тршинец». Лубина также выступал в Финляндии, Германии и Швейцарии. Закончил активную карьеру в 2006 году в составе «Пардубице».
Помимо клубов выступал за сборные Чехословакии и Чехии. Становился бронзовым призёром Олимпийских игр 1992 года, а также три раза выигрывал бронзовые медали чемпионатов мира.

### Тренерская карьера
После окончания игровой карьеры стал тренером. Работал в клубах: «Хрудим» (играющий тренер), «Пардубице» (ассистент Вацлава Сикоры), «Комета», «Трутнов», «Нове-Замки», «Славия Прага», «Иртыш Павлодар», «Двур-Кралове-над-Лабем». В 2012 году стал чемпионом чешской Экстралиги в качестве ассистента главного тренера «Пардубице». 3 декабря 2018 года был назначен главным тренером «Пардубице». После неудачного старта сезона 2019/2020 Лубина покинул должность главного тренера пардубицкого клуба. Долго без работы Лубина не остался: 26 октября он был назначен главным тренером команды чешской первой лиги «Простеёв».

### Авария
В июле 2008 года стал виновником аварии. Выехал на встречную полосу, после чего произошло лобовое столкновение с другим автомобилем. В результате аварии погиб водитель другой машины, которым оказался отец известного чешского футболиста Вратислава Локвенца. Сам Лубина покинул место ДТП. 11 мая 2009 года суд признал его виновным в аварии со смертельным исходом, убытии с места ДТП и в неоказании помощи пострадавшему. Он был приговорён к двум годам условного срока.

## Достижения

### Сборная
- Бронзовый призёр Олимпийских игр 1992 и чемпионатов мира 1990, 1992 в составе сборной Чехословакии
- Бронзовый призёр чемпионата мира 1998 в составе сборной Чехии
- Серебряный призёр чемпионата Европы среди юниоров 1984 и молодёжных чемпионатов мира 1985, 1987
- Бронзовый призёр чемпионата Европы среди юниоров 1985

### Клубные
- Чемпион Чехословакии 1989
- Серебряный призёр чемпионата Чехословакии 1987
- Бронзовый призёр чемпионата Чехословакии 1986, 1988
- Серебряный призёр чемпионата Чехии 1994, 1998, 2003
- Бронзовый призёр чемпионата Чехии 1999

### Личные
- Лучший снайпер чемпионата Чехословакии 1991 (41 шайба)

### Тренерские
- Чемпион Чехии 2012 (ассистент главного тренера)

## Статистика
- Чемпионат Чехии (Чехословакии) — 927 игр, 633 очков (350+283)
- Сборная Чехословакии — 106 игр, 22 шайбы
- Сборная Чехии — 15 игр, 3 шайбы
- Чемпионат Германии — 101 игра, 99 очков (62+37)
- Чемпионат Финляндии — 2 игры, 1 очко (1+0)
- Чемпионат Швейцарии — 1 игра
- Вторая швейцарская лига — 7 игр, 11 очков (10+1)
- Чешская вторая лига — 14 игр, 5 очков (3+2)
- Чешская третья лига — 2 игры
- Кубок европейских чемпионов — 2 игры
- Всего за карьеру — 1177 игр, 451 шайба